# Martin Persson
Johan Martin Wilhelm Persson, född 30 november 1963 i Lund, är en svensk filmproducent.
Persson är producent på Anagram Sverige AB i Lund. Har bland annat producerat Det okända (2000), Steget efter, 7 miljonärer, Morgan Pålsson-Världsreporter, H:r Landshövding, Fyra år till och En komikers uppväxt uppväxt samt TV-serierna Cleo, Mannen som log, Brandvägg, Poliser, Itzhaks Julevangelium, Gynekologen i Askim, Starke man, Skägget i Brevlådan, Viva Hate, Systrar1968 och Vid Vintergatans slut (även medverkan). Har bland annat varit svensk samproducent på Jakten, A Royal Affair, Lapland Odyssey, Forbidden Fruit, The Investigator, De Gales Hus och Magi i Luften.

## Filmografi
- 2019 – En komikers uppväxt
- 2025 – Koka björn (TV-serie)